# Dlouhá Brtnice
Dlouhá Brtnice (en allemand : Langpirnitz) est une commune du district de Jihlava, dans la région de Vysočina, en République tchèque. Sa population s'élevait à 379 habitants en 2024.

## Géographie
Dlouhá Brtnice se trouve à 10 km au sud-ouest de Brtnice, à 19 km au sud de Jihlava, à 29 km au nord-nord-est de Jihlava et à 126 km à l'est-sud-est de Prague.
La commune est limitée par Otín et Stonařov au nord, par Brtnička et Opatov à l'est, par Hladov et Stará Říše au sud, et par Pavlov à l'ouest.

## Histoire
La première mention écrite de la localité date de 1349.

## Transports
Par la route, Dlouhá Brtnice se trouve à 14,5 km de Telč, à 18,5 km de Jihlava, à 90 km de Brno et à 137 km de Prague.